# 24 mei
24 mei is de 144ste dag van het jaar (145ste dag in een schrikkeljaar) in de gregoriaanse kalender. Hierna volgen nog 221 dagen tot het einde van het jaar.

## Gebeurtenissen
- Algemeen
  - 1958 - Martin Schröder richt een Nederlandse luchtvaartmaatschappij op. Eerst Martin's Air Charter geheten wordt deze later omgedoopt tot Martinair.
  - 1964 - Bij rellen in het Estadio Nacional in de Peruviaanse hoofdstad Lima vinden ruim driehonderd mensen de dood.
  - 2001 - FC Twente won voor de 2e keer in zijn historie de Nederlandse beker door te winnen van PSV na strafschoppen
  - 2001 - Er vallen 23 doden bij een bruiloftsfeest in Tel Aviv doordat de dansvloer op de derde verdieping het begeeft.
  - 2011 - Luchtvaartmaatschappij KLM vliegt tot 11 uur in de ochtend niet vanaf Amsterdam naar Noord-Engeland en Schotland in verband met een IJslandse aswolk.
  - 2022 - Bij een schietpartij in de Robb Elementary School in het Texaanse Uvalde komen 21 personen om, waarvan 19 kinderen.
  - 2024 - In een tussenvonnis in de zaak die bij het Internationaal Gerechtshof door Zuid-Afrika is aangespannen tegen Israël, oordeelt het Gerechtshof dat Israël onmiddellijk dient te stoppen met de aanvallen op de stad Rafah in de Gazastrook waarmee Israël definitief Hamas denkt te kunnen verslaan.[1]
  - 2024 - Een aardverschuiving treft de plaats Kaokalam in de provincie Enga in Papoea-Nieuw-Guinea. [2]
- Criminaliteit en veiligheid
  - 2014 - Vier mensen worden neergeschoten bij een schietpartij aan het Joods Museum van België aan de Zavel in de Belgische hoofdstad Brussel.
- Infrastructuur
  - 1883 - Opening van de Brooklyn Bridge in New York in de Verenigde Staten.
  - 1998 - De NS-treindienst Almelo - Mariënberg wordt overgenomen door Busmaatschappij Oostnet (thans: Arriva).
  - 2008 - Opening van Bengaluru International Airport, het nieuwe vliegveld van Bangalore, India.
- Kunst en cultuur
  - 1956 - Het eerste Eurovisiesongfestival vindt plaats, met slechts 7 deelnemers. Zwitserland wint.
  - 2008 - De finale van het 53ste Eurovisiesongfestival in Servië vindt plaats en wordt gewonnen door de Russische zanger Dima Bilan.
  - 2012 - Opening van het Soweto Theatre, een theater dat 14 miljoen euro heeft gekost en staat in de beroemdste township van Zuid-Afrika.
  - 2014 - De Turkse film Winter Sleep van regisseur Nuri Bilge Ceylan wint de Gouden Palm op het Filmfestival van Cannes.
- Media
  - 1958 - United Press en International News Service fuseren tot United Press International (UPI).
  - 2022 - Het Nederlandse tv-kanaal Spike houdt op te bestaan. De zender wordt vervangen door Paramount Network
- Oorlog
  - 1370 - Het Verdrag van Stralsund maakt een eind aan de oorlog tussen Denemarken en de Hanze.
  - 1915 - Italië verklaart de Oostenrijk-Hongaarse Dubbelmonarchie de oorlog.
  - 1918 - Amerikaanse troepen arriveren in Noord-Frankrijk.
  - 1941 - Het Engels oorlogsschip HMS Hood wordt in de jacht op de Bismarck in de Zeeslag in de Straat Denemarken tot zinken gebracht.
  - 1943 - Josef Mengele wordt hoofdofficier-arts in Auschwitz.
  - 1943 - Admiraal Karl Dönitz laat de onderzeebootoorlog in de Noord-Atlantische Oceaan afbreken wegens de hoge eigen verliezen.
- Politiek
  - 1621 - Louise de Coligny wordt bijgezet in het familiegraf van de Oranje-Nassaus in de Nieuwe Kerk in Delft.
  - 1626 - Peter Minuit koopt Manhattan van de indianen.
  - 1921 - De Belgische regering verleent het stakingsrecht aan de vakbonden.
  - 1961 - Cyprus wordt lid van de Raad van Europa.
  - 1975 - Nederland besluit als eerste Europees NAVO-land tot de aanschaf van F-16 jachtvliegtuigen.
  - 1992 - In Thailand treedt de regering van generaal Suchinda Kraprayoon af.
  - 1992 - Uit de autonoom georganiseerde - volgens Servië "illegale" - verkiezingen in Kosovo komt de Liga voor een Demokratisch Kosovo (LDK) van Ibrahim Rugova als grote overwinnaar uit de bus.
  - 1993 - Eritrea wordt onafhankelijk van Ethiopië.
  - 2000 - President Robert Mugabe van Zimbabwe maakt gebruik van zijn speciale presidentiële bevoegdheden om onteigening van land zonder compensatie mogelijk te maken.
  - 2002 - George W. Bush en Vladimir Poetin tekenen een ontwapeningsakkoord.
  - 2003 - Carlos Menem trekt zich terug uit de Argentijnse presidentsverkiezingen, waardoor Néstor Kirchner de enig overgebleven kandidaat is.
  - 2012 - De Nederlandse Tweede Kamer stemt in met het ESM-verdrag.
  - 2012 - De Franse president François Hollande mijdt Oekraïne tijdens het EK voetbal 2012 vanwege de slechte behandeling van de pro-westerse oppositieleidster Joelia Timosjenko.
  - 2021 - Minister Bas van 't Wout zit met een burn-out thuis. Er zijn al meerdere politici overspannen thuis tijdens deze coronapandemie.
- Religie
  - 1889 - Paus Leo XIII benoemt zeven nieuwe kardinalen, onder wie de Belgische aartsbisschop van Mechelen Petrus Lambertus Goossens.
  - 1953 - Encycliek Doctor Mellifluus van paus Pius XII over Sint-Bernardus van Clairvaux.
  - 1993 - Moord op de Mexicaanse kardinaal Juan Jesús Posadas Ocampo in zijn auto op het vliegveld van Guadalajara
- Sport
  - 1927 - Oprichting van de Chileense voetbalclub Universidad de Chile.
  - 1965 - Oprichting van de Portugese voetbalclub Clube Desportivo Mafra.
  - 1980 - Met een worp van 81,66 meter verbetert Sovjet-atleet Sergej Litvinov het wereldrecord kogelslingeren dat zijn collega Joeri Sedych acht dagen eerder op 80,64 meter had gebracht.
  - 1988 - Het Nederlands voetbalelftal hapert in de aanloop naar het EK voetbal 1988. Bulgarije is in De Kuip met 2-1 te sterk in een oefeninterland.
  - 1995 - AFC Ajax wint de Champions League. In de finale in Wenen is de Nederlandse voetbalclub met 1-0 te sterk voor het Italiaanse AC Milan.
  - 2000 - Real Madrid CF wint de Champions League. In de finale in Parijs is de Spaanse voetbalclub met 3-0 te sterk voor het eveneens Spaanse Valencia.
  - 2001 - De 15-jarige Sherpa Temba Tsheri bereikt als jongste mens ooit de top van de Mount Everest.
  - 2002 - Thomas Rupprath scherpt in Warendorf het Europees record op de 100 meter vlinderslag aan tot 51,88.
  - 2007 - Erik Zabel biecht op vlak voor de Tour de France van 1996 epo te hebben gebruikt.
  - 2013 - De voetbalbond van Gibraltar wordt door de UEFA erkend als het 54e lid. Vertegenwoordigende elftallen en clubs van Gibraltar mogen vanaf nu meedoen aan competities georganiseerd door de UEFA.
  - 2014 - Real Madrid CF wint als eerste club in de geschiedenis voor de tiende keer de Champions League. In de finale in Lissabon is de Spaanse voetbalclub na verlenging met 4-1 te sterk voor stadgenoot Atlético Madrid.
  - 2017 - Manchester United wint de UEFA Europa League door Ajax met 2-0 te verslaan. De finale werd gespeeld in de Zweedse Friends Arena.
  - 2021 – Phil Mickelson (54) wordt de oudste majorwinnaar geworden in de golfgeschiedenis door op Kiawah Island het PGA Championship te winnen.

- Wetenschap en technologie
  - 1595 - De eerste gedrukte catalogus van een institutionele bibliotheek, de Nomenclator van de Universiteitsbibliotheek Leiden, verschijnt.
  - 1844 - Het eerste telegram ooit wordt door Samuel Morse van Baltimore naar Washington D.C. verstuurd, met als inhoud: "What hath God wrought?".
  - 1892 - Octrooiaanvraag van Thomas Edison op de elektrische spoorweg.
  - 1911 - In Nederland wordt de eerste vogel van een vogelringetje voorzien.
  - 1939 - Het Nationaal park Hartz Mountains wordt opgericht.
  - 1940 - Igor Sikorsky voert de eerste succesvolle vlucht uit met een helikopter met 1 rotor.
  - 1960 - De PTT verricht in Nederland de miljoenste telefoonaansluiting.
  - 1962 - De Mercury MA-7 wordt gelanceerd vanaf het Cape Canaveral Air Force Station. NASA astronaut Scott Carpenter is daarmee de vierde Amerikaan die naar de ruimte gaat en de tweede die een baan rond de Aarde bereikt.[3]
  - 1968 - De elektrische witkar van provo Luud Schimmelpennink maakt zijn eerste rit in Amsterdam.
  - 1993 - Microsoft introduceert Windows NT.
  - 2023 - In een publicatie in het tijdschrift Nature maakt een team van Zwitserse en Franse neurowetenschappers bekend dat het voor het eerst is gelukt om een persoon met een gedeeltelijke dwarslaesie weer te laten lopen door het contact tussen de hersenen en het ruggenmerg te herstellen door middel van een geïmplanteerde draadloze digitale verbinding.[4]

## Geboren

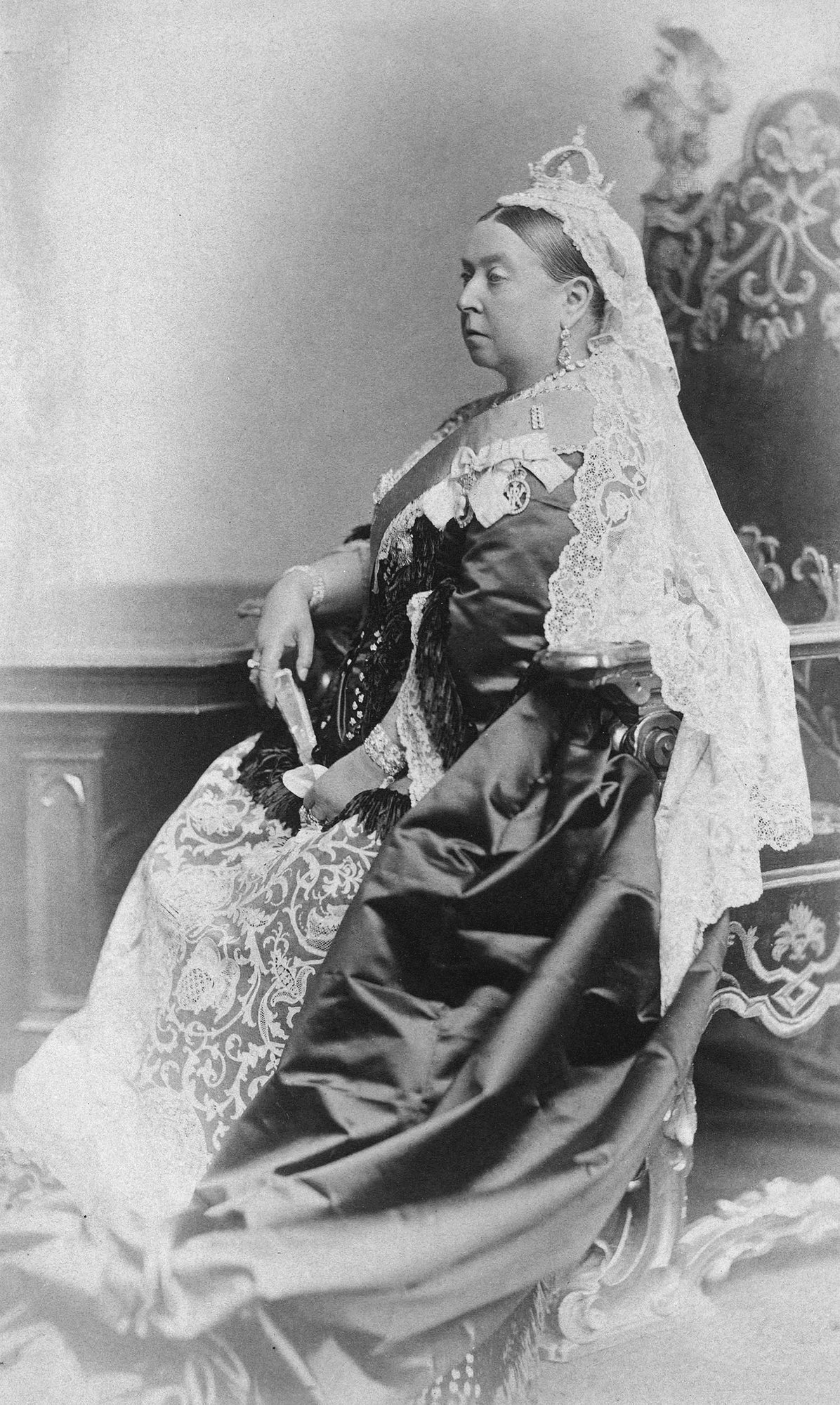
Koningin Victoria
geboren in 1819

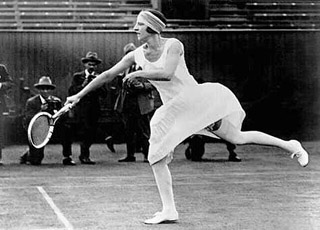
Suzanne Lenglen
geboren in 1899

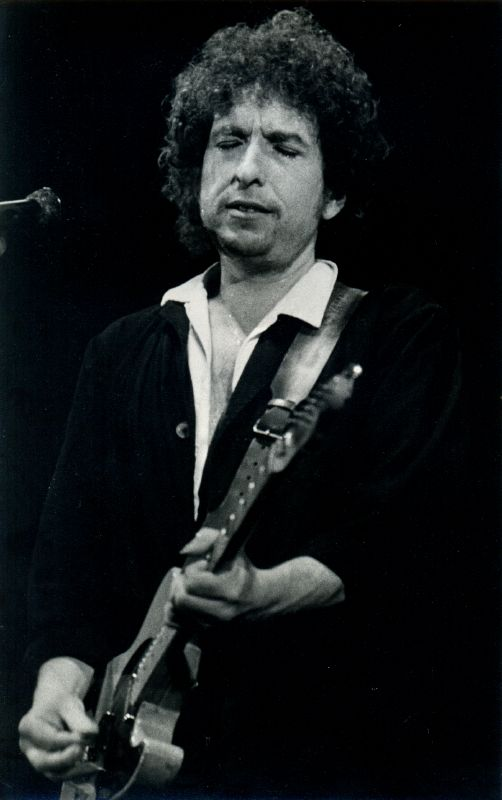
Bob Dylan
geboren in 1941

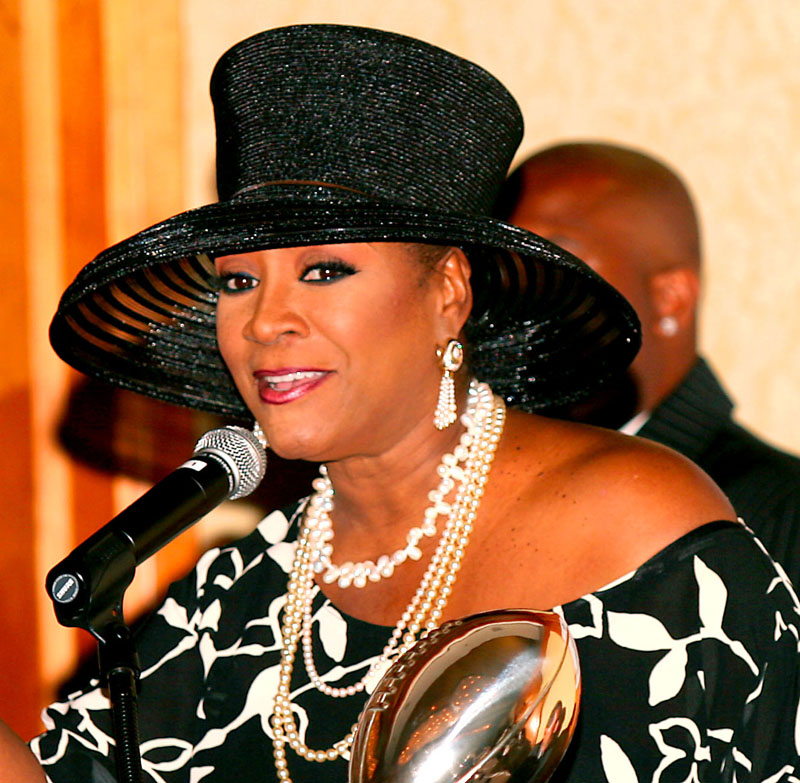
Patti LaBelle
geboren in 1944

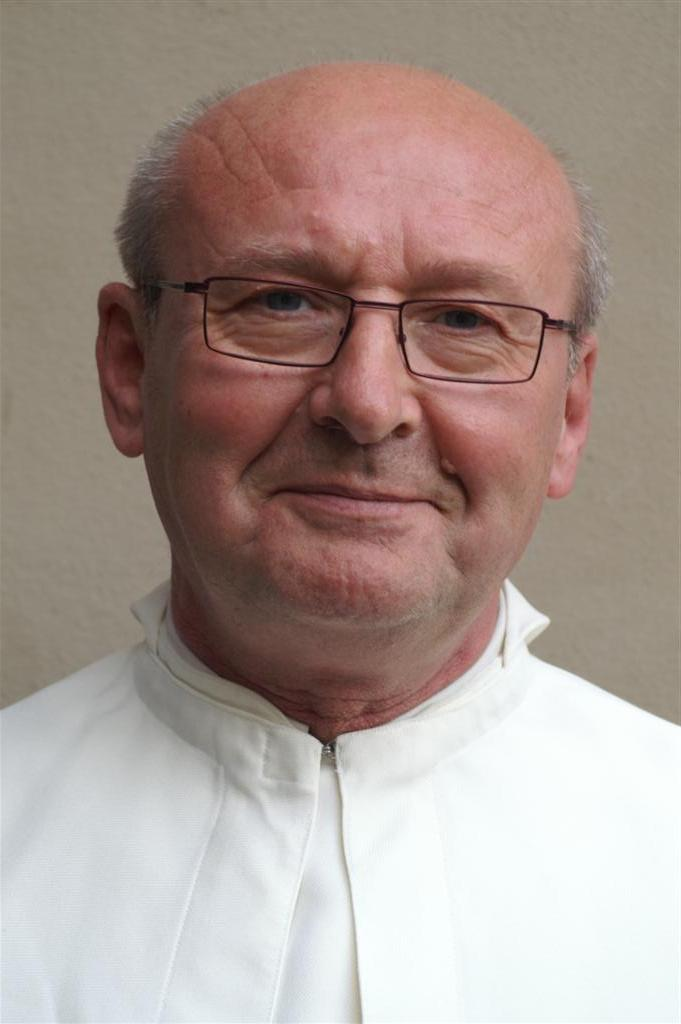
Denis Hendrickx
geboren in 1949

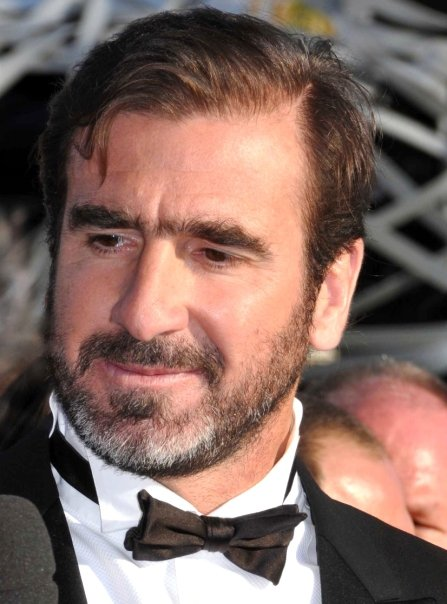
Éric Cantona
geboren in 1966

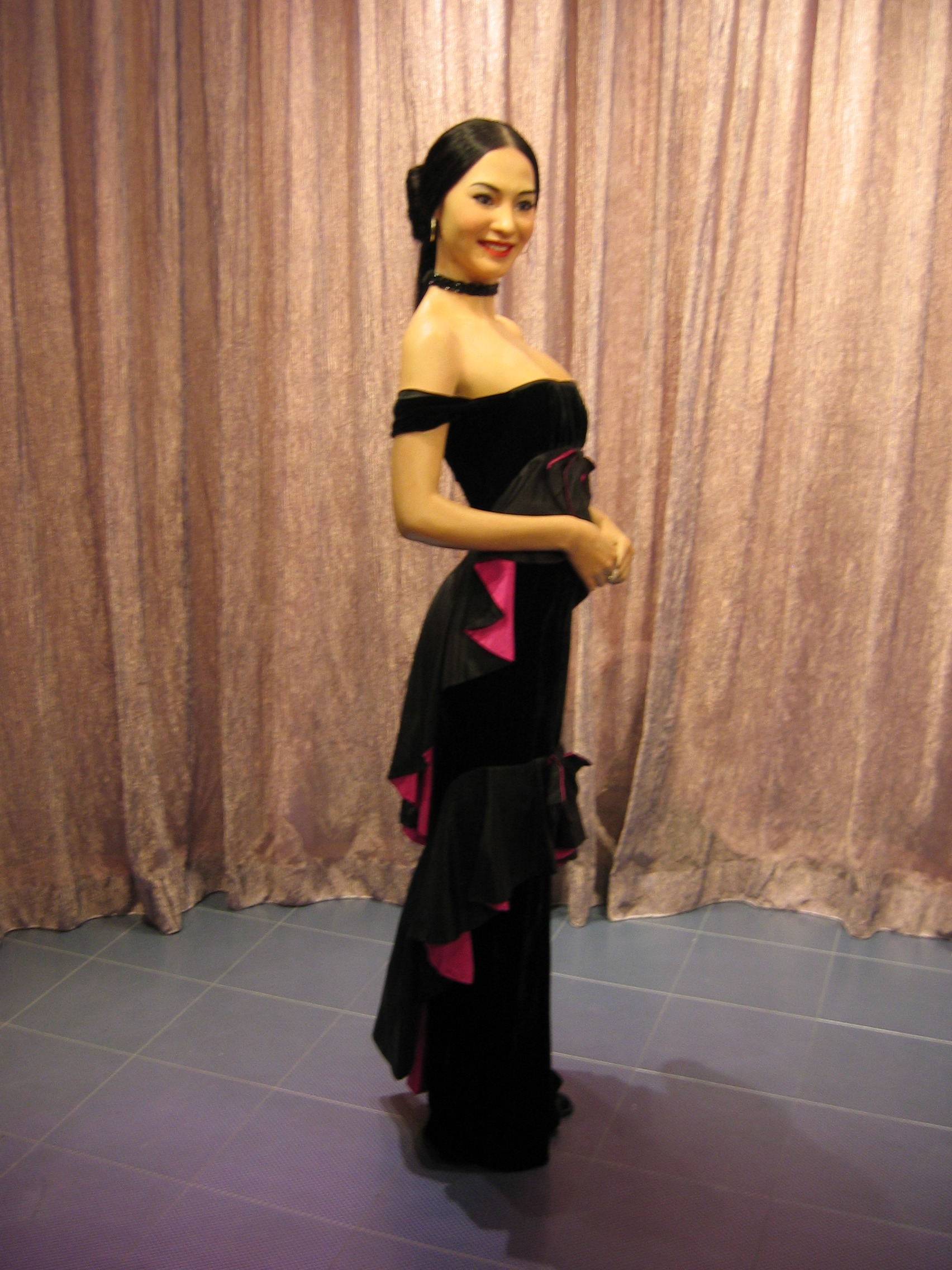
Cecilia Cheung (wassenbeeld Madame Tussauds)
geboren in 1980

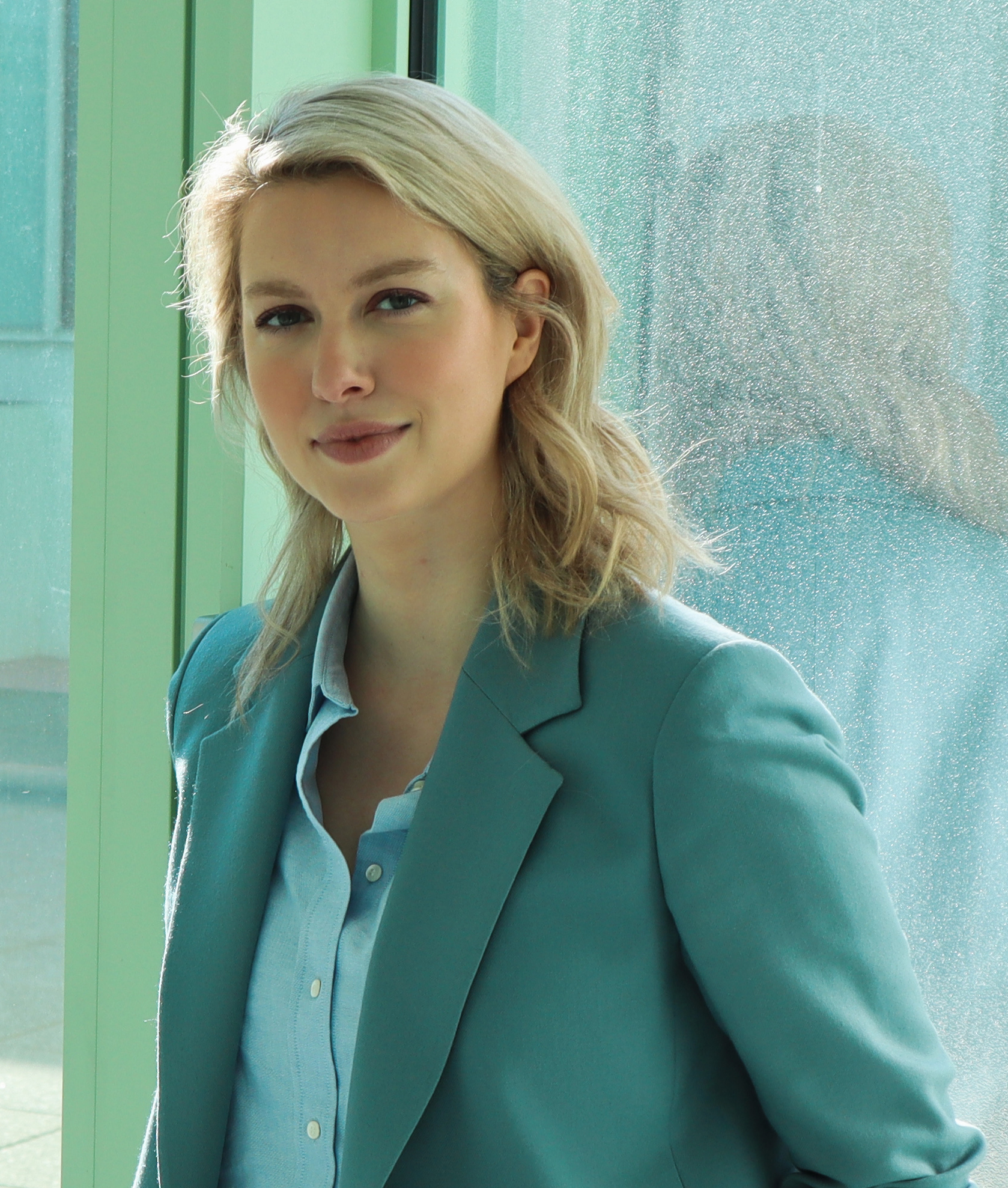
Els van Doesburg
geboren in 1989

- 1494 - Jacopo da Pontormo, Florentijns kunstschilder (overleden 1557)
- 1625 - Johan Lodewijk van Nassau-Ottweiler, graaf van Nassau-Ottweiler (overleden 1690)
- 1671 - Gian Gastone de' Medici, groothertog van Toscane (overleden 1737)
- 1686 - Gabriel Fahrenheit, Duits natuurkundige (overleden 1736)
- 1743 - Jean-Paul Marat, Frans revolutionair (overleden 1793)
- 1751 - Karel Emanuel IV, koning van Sardinië (overleden 1819)
- 1819 - Koningin Victoria, Brits vorstin (overleden 1901)
- 1821 - Christiaan Messemaker, Nederlands schaker (overleden 1905)
- 1856 - Andrew Watson, Schots voetballer (overleden 1921)
- 1858 - Johan Braakensiek, Nederlands politiek tekenaar (overleden 1940)
- 1864 - Louis Cohen, Nederlands socialist (overleden 1933)
- 1866 - Jóhann Magnús Bjarnason, IJslands schrijver (overleden 1945)
- 1868 - Charles Taylor, Amerikaans uitvinder en luchtvaartpionier (overleden 1956)
- 1870 - Jan Christian Smuts, Zuid-Afrikaans generaal en premier (overleden 1950)
- 1875 - Bob Garrett, Amerikaans atleet (overleden 1961)
- 1876 - Maurilio Fossati, Italiaans kardinaal-aartsbisschop van Turijn (overleden 1965)
- 1876 - Hilda Nilsson, Zweeds seriemoordenares (overleden 1917)
- 1891 - Willem Hendrik Campagne, Surinaams onderwijzer en cultuurkenner (overleden 1973)
- 1898 - Helen Brooke Taussig, Amerikaans cardiologe (overleden 1986)
- 1899 - Suzanne Lenglen, Frans tennisster (overleden 1938)
- 1901 - Toine Mazairac, Nederlands wielrenner (overleden 1966)
- 1901 - José Nasazzi, Uruguayaans voetballer (overleden 1968)
- 1903 - Fernando Paternoster, Argentijns voetballer en voetbalcoach (overleden 1967)
- 1911 - Carleen Hutchins, Amerikaans vioolbouwer (overleden 2009)
- 1913 - Peter Ellenshaw, Brits special effectontwerper (overleden 2007)
- 1914 - John Braspennincx, Nederlands wielrenner (overleden 2008)
- 1914 - Lilli Palmer, Duits actrice (overleden 1986)
- 1919 - Leo van Heijningen, Nederlands advocaat en publicist (overleden 2008)
- 1925 - Carmine Infantino, Amerikaans striptekenaar (overleden 2013)
- 1925 - Mai Zetterling, Zweeds actrice en filmregisseur (overleden 1994)
- 1928 - Adrian Frutiger, Zwitsers letterontwerper (overleden 2015)
- 1928 - Jacobo Zabludovsky, Mexicaans nieuwslezer, journalist en presentator (overleden 2015)
- 1930 - Hans-Martin Linde, Duits virtuoos blokfluit en traverso
- 1931 - Michael Lonsdale, Brits-Frans acteur (overleden 2020)
- 1931 - Willy Vergison, Belgisch atleet (overleden 2019)
- 1934 - Darcy Silveira dos Santos (Canário), Braziliaans voetballer
- 1936 - Harold Budd, Amerikaans componist (overleden 2020)
- 1937 - Archie Shepp, Amerikaans jazzmuzikant
- 1938 - Jeu Sprengers, Nederlands sportbestuurder en voorzitter KNVB (overleden 2008)
- 1939 - Gert Schutte, Nederlands ambtenaar en politicus (overleden 2022)
- 1940 - Joseph Brodsky, Russisch-Amerikaans dichter (overleden 1996)
- 1941 - Bob Dylan, Amerikaans zanger
- 1942 - Jan Maarten Boll, Nederlands bestuurder en advocaat (overleden 2020)
- 1942 - Hannu Mikkola, Fins rallyrijder (overleden 2021)
- 1942 - Fraser Stoddart, Brits scheikundige
- 1943 - Gary Burghoff, Amerikaans acteur
- 1944 - Susana Baca, Peruviaans zangeres
- 1944 - Patti LaBelle, Amerikaans zangeres
- 1944 - Óscar Ortubé, Boliviaans voetbalscheidsrechter (overleden 2024)
- 1945 - Priscilla Presley, Amerikaans actrice en echtgenote van Elvis Presley
- 1945 - Terry Callier, Amerikaans zanger (overleden 2012)
- 1946 - Irena Szewińska, Pools atlete (overleden 2018)
- 1946 - Tansu Çiller, premier van Turkije
- 1947 - Emile Shoufani, Israëlisch theoloog, pedagoog en activist (overleden 2024)
- 1948 - James Cosmo, Schots acteur
- 1948 - Sacha Bulthuis, Nederlands actrice (overleden 2009)
- 1948 - Ernst Jansz, Nederlands zanger en tekstschrijver, onder meer bij Doe Maar
- 1949 - Jim Broadbent, Brits acteur
- 1949 - Denis Hendrickx, Nederlands norbertijn en abt
- 1949 - Aurelio De Laurentiis, Italiaans filmproducent en voetbalbestuurder
- 1949 - Pamela Teves, Nederlands actrice
- 1951 - Jean-Pierre Bacri, Frans acteur en scenarioschrijver (overleden 2021)
- 1953 - Alfred Molina, Brits acteur
- 1954 - Kamiel Vanhole, Belgisch (toneel)schrijver, scenarioschrijver, vertaler en (vredes)activist (overleden 2008)
- 1955 - Derk Bolt, Nederlands televisiepresentator
- 1956 - Sean Kelly, Iers wielrenner
- 1959 - Ryo Okumoto, Amerikaans muzikant
- 1960 - Patrick Bonner, Iers voetbaldoelman
- 1960 - Kristin Scott Thomas, Brits actrice
- 1963 - Kathy Leander, Zwitsers zangeres
- 1964 - Markku Kanerva, Fins voetballer en voetbalcoach
- 1964 - Adrian Moorhouse, Brits zwemmer
- 1965 - Kees van Amstel, Nederlands columnist en cabaretier
- 1966 - Éric Cantona, Frans voetballer
- 1966 - Ricky Craven, Amerikaans autocoureur
- 1966 - Janne Lindberg, Fins voetballer en voetbalcoach
- 1966 - Caspar Wintermans, Nederlands schrijver
- 1967 - Dana Ashbrook, Amerikaans acteur
- 1967 - Joost Buitenweg, Nederlands acteur
- 1967 - Heavy D, Amerikaans rapper (overleden 2011)
- 1967 - Patricia Parga Vega, Belgisch politica
- 1967 - Klaas Tigelaar, Nederlands politicus
- 1970 - Bo Hamburger, Deens wielrenner
- 1972 - Maia Sandu, Moldavisch politica; president sinds 2020
- 1972 - Valerie Zwikker, Nederlands tv-presentatrice
- 1973 - Karim Alami, Marokkaans tennisser
- 1973 - Dannes Coronel, Ecuadoraans voetballer (overleden 2020)
- 1973 - Jill Johnson, Zweeds zangeres
- 1973 - Steffen Kjærgaard, Noors wielrenner
- 1973 - Kevin Livingston, Amerikaans wielrenner
- 1973 - Roeslana Lyzjytsjko, Oekraïens zangeres en politica
- 1973 - Peter Heine Nielsen, Deens schaker
- 1973 - Vladimír Šmicer, Tsjechisch voetballer
- 1974 - María Vento-Kabchi, Venezolaans tennisster
- 1975 - Marc Gagnon, Canadees shorttracker
- 1975 - Suzanne Willems, Nederlands beeldhouwer
- 1977 - Tamarine Tanasugarn, Thais tennisster
- 1977 - Kym Valentine, Australisch actrice
- 1979 - Joanne Kiesanowski, Nieuw-Zeelands wielrenster
- 1979 - Natalja Nazarova, Russisch atlete
- 1979 - Olivier Renard, Belgisch voetballer en voetbalbestuurder
- 1980 - Cecilia Cheung, Chinees zangeres en actrice
- 1981 - Michael Gspurning, Oostenrijks voetballer
- 1981 - Dennis Sørensen, Deens voetballer
- 1982 - Lusapho April, Zuid-Afrikaans atleet
- 1982 - DaMarcus Beasley, Amerikaans voetballer
- 1982 - Víctor Bernárdez, Hondurees voetballer
- 1982 - Nick Dougherty, Engels golfer
- 1983 - Thomas Felten, Nederlands zwemmer
- 1983 - Matthew Lloyd, Australisch wielrenner
- 1983 - Jessica Van de Steene, Belgisch atlete
- 1984 - Fabio Fognini, Italiaans tennisser
- 1985 - Tayliah Zimmer, Australisch zwemster
- 1986 - Anthony Arandia, Belgisch acteur
- 1988 - Fumilay Fonseca, Santomees atlete
- 1989 - Yannick Bolasie, Congolees voetballer
- 1989 - Tara Correa-McMullen, Amerikaans actrice (overleden 2005)
- 1989 - Els van Doesburg, Belgisch-Nederlands politica
- 1989 - Adel Taarabt, Marokkaans voetballer
- 1989 - Tina Weirather, Liechtensteins alpineskiester
- 1990 - Jasmijn Vriethoff, Nederlands actrice
- 1990 - Juxhin Xhaja, Albanees voetbalscheidsrechter
- 1991 - Etiene Medeiros, Braziliaans zwemster
- 1991 - Alejandro Muñiz Ruiz, Spaans voetbalscheidsrechter
- 1992 - Marcus Bettinelli, Engels voetballer
- 1992 - Ruben Ligeon, Nederlands voetballer
- 1993 - Artjom Maltsev, Russisch langlaufer
- 1994 - Zaid Ashkanani, Koeweits autocoureur
- 1994 - Cayden Boyd, Amerikaans acteur
- 1994 - Anderson Esiti, Nigeriaans voetballer
- 1994 - Valerian Gvilia, Georgisch voetballer
- 1994 - Emma McKeon, Australisch zwemster
- 1994 - Rodrigo De Paul, Argentijns voetballer
- 1995 - Job Beintema, Nederlands atleet
- 1997 - Ilona Lucassen, Nederlands judoka (overleden 2020)
- 1997 - Olivia Podmore, Nieuw-Zeelands baanwielrenster (overleden 2021)
- 1997 - Fabian Schiller, Duits autocoureur
- 1998 - Daisy Edgar-Jones, Brits actrice
- 2000 - Louise McDaniel, Iers voetbalster
- 2004 - Sami Meguetounif, Frans autocoureur
- 2006 - Enoch Mastoras, Nederlands-Congolees voetballer

## Overleden

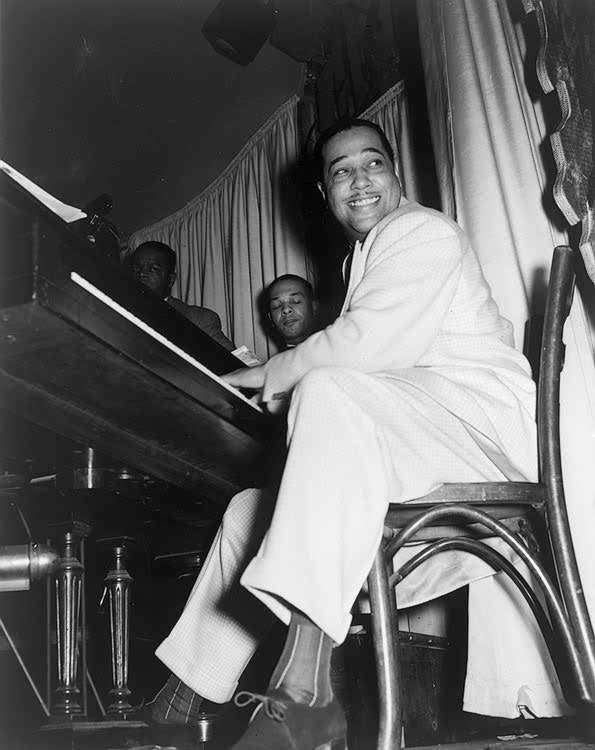
Duke Ellington
overleden in 1974

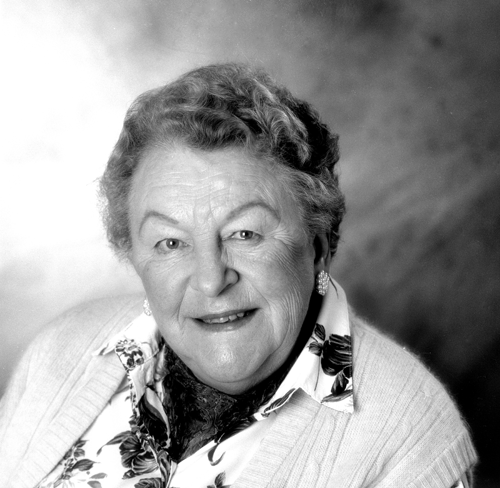
Ella Snoep
overleden in 2009

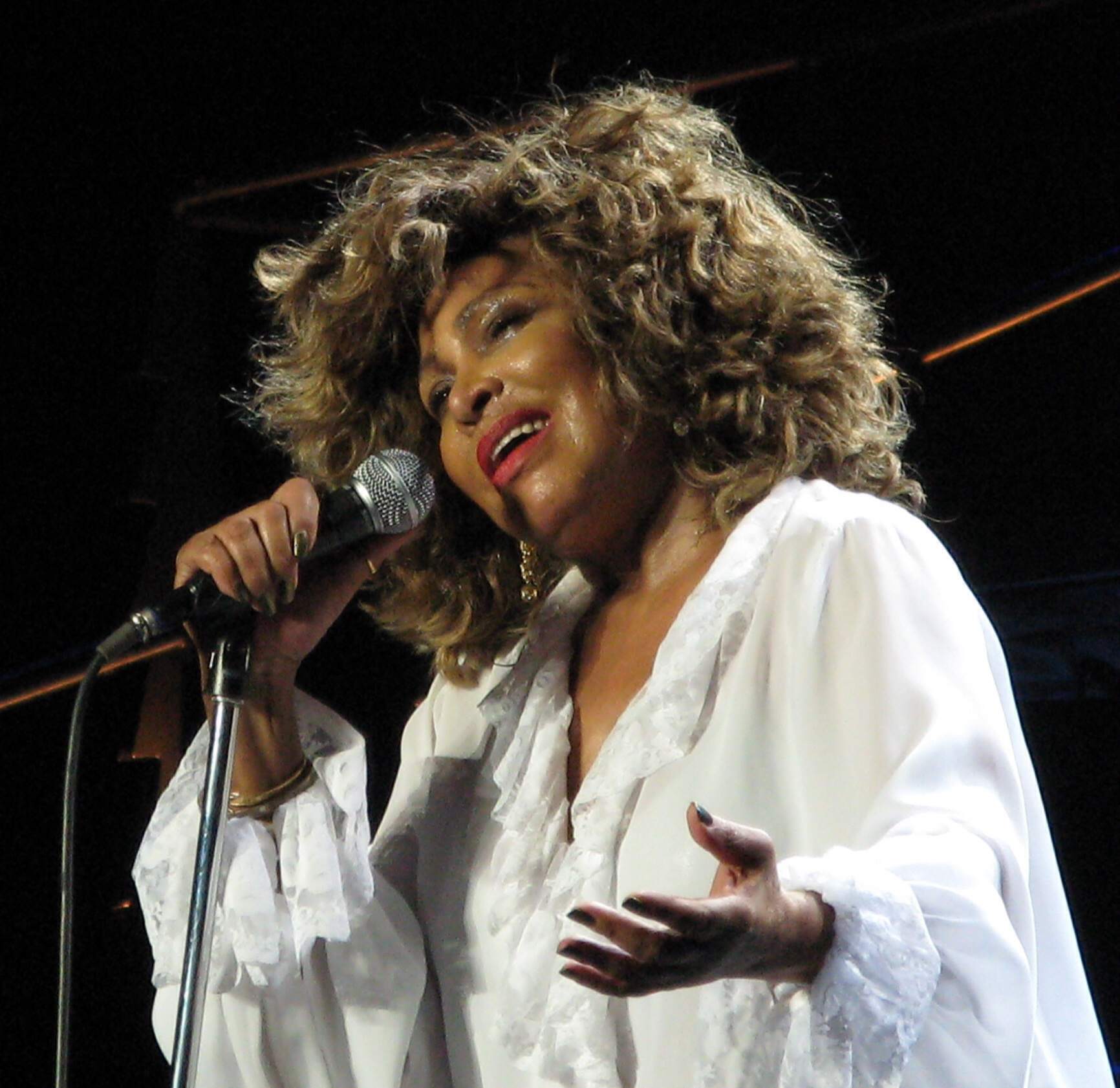
Tina Turner
overleden in 2023

- 1153 - David I van Schotland (69), koning van Schotland
- 1212 - Dagmar (van Denemarken) (c. 26), koningin-gemaal van Denemarken
- 1408 - Taejo van Joseon (72), stichter van de Koreaanse Joseondynastie
- 1511 - Francesco Alidosi ±(51), Italiaans kardinaal
- 1543 - Nicolaas Copernicus (70), Pruisisch astronoom
- 1579 - Feijo Sickinghe (33), Nederlands edelman en politicus
- 1696 - Albertine Agnes van Nassau (62), echtgenote van Willem Frederik van Nassau-Dietz
- 1792 - Jakob Michael Reinhold Lenz (41), Duits schrijver
- 1819 - Jan Hendrik van Kinsbergen (84), Nederlands zeeofficier
- 1838 - Marianne Kraus (73), Duits kunstschilder en hofdame
- 1848 - Annette von Droste-Hülshoff (51), Duits dichteres
- 1913 - Otto Dumke (26), Duits voetballer
- 1939 - Rafael Palma (64), Filipijns minister en senator
- 1940 - Louis Fles (68), Nederlands zakenman, activist en auteur
- 1945 - Robert von Greim (52), Duits piloot en veldmaarschalk
- 1953 - Cor Hermus (63), Nederlands acteur, toneelregisseur en -schrijver
- 1959 - John Foster Dulles (71), Amerikaans staatsman
- 1959 - Ville Kyrönen (68), Fins atleet
- 1971 - Hendrik Sangster (78), Nederlands architect
- 1972 - Asta Nielsen (88), Deens actrice
- 1974 - Duke Ellington (75), Amerikaans jazzmusicus
- 1981 - Herbert Müller (41), Zwitsers autocoureur
- 1985 - Natalio Perinetti (84), Argentijns voetballer
- 1989 - Herwig Hensen (72), Belgisch dichter en schrijver
- 1990 - Dries van der Lof (70), Nederlands autocoureur
- 1990 - Julijans Vaivods (94), Lets kardinaal
- 1991 - Gene Clark (49), Amerikaans popmuzikant
- 1993 - Juan Jesús Posadas Ocampo (66), Mexicaans kardinaal-aartsbisschop van Guadalajara
- 1995 - Harold Wilson (79), Brits minister-president
- 1996 - Roland Varno (88), Nederlands-Amerikaans acteur
- 1997 - Edward Mulhare (74), Iers-Amerikaans acteur
- 2001 - Javier Urruticoechea (48), Spaans voetballer
- 2002 - Bob Van Bael (77), Belgisch televisiemaker
- 2005 - Arthur Haulot (91), Belgisch verzetsstrijder
- 2006 - Anderson Mazoka (63), Zambiaans politicus
- 2006 - Claude Piéplu (83), Frans acteur
- 2007 - Jo Röpcke (78), Belgisch filmrecensent en televisiepresentator
- 2008 - Rob Knox (18), Brits acteur
- 2008 - Isaac Lipschits (77), Nederlands politicoloog en geschiedkundige
- 2009 - Pierre Beek (54), Nederlands zanger en bassist
- 2009 - Ella Snoep (82), Nederlands actrice
- 2010 - Paul Gray (38), Amerikaans muzikant (o.a. Slipknot)
- 2011 - Fulvio Cerofolini (82), Italiaans politicus
- 2011 - Huguette Clark (104), Amerikaans multimiljonair en kunstschilderes
- 2011 - Abdias do Nascimento (97), Braziliaans politicus
- 2011 - Henny Moddejonge (84), Nederlands voetballer
- 2011 - Henny Thijssing-Boer (78), Nederlands schrijfster
- 2012 - Klaas Carel Faber (90), Nederlands oorlogsmisdadiger
- 2012 - Jacqueline Harpman (82), Belgisch schrijfster en psychoanalytica
- 2012 - Juan Francisco Lombardo (86), Argentijns voetballer
- 2015 - Marcus Belgrave (78), Amerikaans jazztrompettist
- 2015 - Tanith Lee (67), Brits schrijfster
- 2016 - Burt Kwouk (85), Chinees-Brits acteur
- 2016 - Leo Proost (82), Belgisch baanwielrenner
- 2016 - Berend Jan Udink (90), Nederlands politicus
- 2017 - Jared Martin (75), Amerikaans acteur
- 2017 - Gil Portes (71), Filipijns filmregisseur
- 2017 - Pierre Seron (75), Belgisch stripauteur
- 2018 - John Bain (33), Brits spelcriticus en e-sportscommentator
- 2018 - Jacky Buchmann (86), Belgisch politicus
- 2019 - Murray Gell-Mann (89), Amerikaans natuurkundige
- 2019 - Oleg Golovanov (84), Russisch roeier
- 2019 - Alan Murray (78), Australisch golfspeler
- 2020 - Jimmy Cobb (91), Amerikaans jazzdrummer
- 2021 - Max Mosley (81), Brits autocoureur
- 2021 - Samuel E. Wright (74), Amerikaans (stem)acteur en zanger
- 2022 - Don Beck (85), Amerikaans managementconsultant
- 2022 - Thomas Ulsrud (50), Noors curlingspeler
- 2023 - Tina Turner (83), Amerikaans zangeres en actrice
- 2024 - David Walker (82), Australisch autocoureur
- 2025 - Cor Boonstra (87), Nederlands bestuurder en topfunctionaris
- 2025 -  Susan Brownmiller (90), Amerikaans feministisch journaliste, schrijfster en activiste
- 2025 - Kiril Ivkov (78), Bulgaars voetballer en voetbalcoach
- 2025 - Marcel Ophüls (97), Frans filmregisseur en documentairemaker
- 2025 - Lili Rademakers (95), Nederlands regisseuse

## Viering/herdenking

onafhankelijkheid
Eritrea

- Eritrea: onafhankelijkheid van Ethiopië
- Bermuda: Bermuda dag
- Katholieke kalender:
  - Heiligen Donatiaan en Rogatiaan († 299)
  - Heiligen femartelde moeders van Galatië: Suzanna († 2e eeuw)
  - Heilige Johanna de Mirredraagster van Chusas († 1e eeuw)
  - Heilige Vincentius van Lérins († c. 445)
  - Heilige David I van Schotland († 1153)
  - Zalige Louis Zéphirin Moreau († 1901)
  - Zalige Johannes van Prado († 1631)
  - Eerbiedwaardige María de Jesús de Ágreda († 1665)
  - Maria, hulp van de christenen (1815)
  - jaarlijkse bedevaart naar Saintes-Maries-de-la-Mer ter ere van Marie Jacobé, Marie Salomé en Zwarte Sara
  - Wereldgebedsdag voor de Kerk van China

## Weerextremen

### Nederland
| | Officiële records | Officiële records | Officiële records |      | Landelijke records | Landelijke records | Landelijke records                                                          |
| Gebeurtenis | Jaar              | Extreem           | Locatie           | Jaar | Extreem            | Locatie            |                                                                             |
| --- | ----------------- | ----------------- | ----------------- | ---- | ------------------ | ------------------ | --------------------------------------------------------------------------- |
| Laagste etmaalgemiddelde temperatuur (°C) | 2013              | 7,9               | De Bilt           |      | 2013               | 6,8                | Hoek van Holland, Vlissingen, Westdorpe, Wilhelminadorp                     |
| Hoogste etmaalgemiddelde temperatuur (°C) | 1922              | 24,5              | De Bilt           |      | 1922               | 25,6               | Maastricht                                                                  |
| Laagste minimumtemperatuur (°C) | 1905              | −1,0              | De Bilt           |      | 1905               | −1,0               | De Bilt                                                                     |
| Hoogste minimumtemperatuur (°C) | 2012              | 16,9              | De Bilt           |      | 1992               | 18,6               | Rotterdam Geulhaven                                                         |
| Laagste maximumtemperatuur (°C) | 1975              | 10,9              | De Bilt           |      | 2013               | 8,7                | Westdorpe                                                                   |
| Hoogste maximumtemperatuur (°C) | 1922              | 32,8              | De Bilt           |      | 1922               | 33,4               | Vlissingen                                                                  |
| Hoogste uurgemiddelde windsnelheid (m/s) | 1924              | 11,8              | De Bilt           |      | 1924 2006          | 18,0               | Vlissingen Houtribdijk, Oosterschelde, Schaar, Vlakte van De Raan, IJmuiden |
| Hoogste windstoot (m/s) | 2006              | 17,0              | De Bilt           |      | 2006               | 25,0               | Hoek van Holland, Oosterschelde                                             |
| Langste zonneschijnduur (uur) | 1902, 1903        | 16,0              | De Bilt           |      | 1902, 1903         | 16,0               | De Bilt                                                                     |
| Langste neerslagduur (uur) | 1983              | 15,3              | De Bilt           |      | 1983               | 19,0               | Maastricht                                                                  |
| Hoogste etmaalsom van de neerslag (mm) | 2021              | 16,2              | De Bilt           |      | 2018               | 50,9               | Wilhelminadorp                                                              |
| Laagste etmaalgemiddelde relatieve vochtigheid (%) | 1919              | 43                | De Bilt           |      | 1989               | 38                 | Maastricht                                                                  |
| Laagste uurwaarde luchtdruk op zeeniveau (hPa) | 1949              | 995,8             | De Bilt           |      | 1967               | 994,1              | Leeuwarden                                                                  |
| Hoogste uurwaarde luchtdruk op zeeniveau (hPa) | 1952, 2020        | 1031,8            | De Bilt           |      | 2020               | 1033,3             | Vlissingen                                                                  |
| Officiële records worden altijd gemeten op het KNMI-weerstation in De Bilt. Landelijke records kunnen worden gemeten op elk officieel KNMI-weerstation in Nederland. |                   |                   |                   |      |                    |                    |                                                                             |

Uitzonderlijke gebeurtenissen
- 1922 - Officieel hoogste minimumtemperatuur in °C van het jaar gemeten in De Bilt: 15,6
- 1922 - Officieel maandrecord hoogste etmaalgemiddelde temperatuur in °C van mei gemeten in De Bilt: 24,5
- 1922 - Officieel maandrecord hoogste maximumtemperatuur in °C van mei gemeten in De Bilt: 32,8
- 1922 - Laatste officiële tropische dag van het jaar (maximumtemperatuur ≥ 30 °C in De Bilt). Dit is de meest vroege datum waarop de laatste officiële tropische dag is gemeten.
- 1929 - Eerste officiële zomerse dag van het jaar (maximumtemperatuur ≥ 25 °C in De Bilt)
- 1931 - Eerste officiële zomerse dag van het jaar (maximumtemperatuur ≥ 25 °C in De Bilt)
- 1937 - Eerste officiële zomerse dag van het jaar (maximumtemperatuur ≥ 25 °C in De Bilt)
- 2024 - Officieel langste neerslagduur in uren van mei dit jaar gemeten in De Bilt: 7,5 (voorlopig)

### België
Dagrecords
- 1945 - Laagste etmaalgemiddelde temperatuur 7,3 °C
- 1922 - Hoogste etmaalgemiddelde temperatuur 26,5 °C. Dit is de warmste dag ooit in de maand mei.
- 1905 - Laagste minimumtemperatuur 0,8 °C
- 1922 - Hoogste maximumtemperatuur 34,1 °C. Dit is de hoogste maximumtemperatuur ooit in de maand mei.[7]
- 2013 - Laagste maximumtemperatuur 8,7 °C. Dit is de laagste maximumtemperatuur ooit op 24 mei.[8]
- 1900 - Hoogste etmaalsom van de neerslag 23,6 mm

Uitzonderlijke gebeurtenissen
- 1922 - Temperatuurmaximum tot 34,6 °C in Gembloers, 36,5 °C in Leopoldsburg

<< · 1 · 2 · 3 · 4 · 5 · 6 · 7 · 8 · 9 · 10 · 11 · 12 · 13 · 14 · 15 · 16 · 17 · 18 · 19 · 20 · 21 · 22 · 23 · 24 · 25 · 26 · 27 · 28 · 29 · 30 · 31 · >>